# Oberlüttgenau
Oberlüttgenau ist eine Hofschaft von Wipperfürth im Oberbergischen Kreis im Regierungsbezirk Köln in Nordrhein-Westfalen (Deutschland).

## Lage und Beschreibung
Die Hofschaft liegt im Norden von Wipperfürth östlich des „Lüttgenauer Arms“ der Bevertalsperre. Nachbarorte sind Kirchenbüchel, Egen, Platzweg, Schäferslöh und Unterlüttgenau. Im Bereich der Hofschaft münden der Schlenker Bach und der Lüttgenauer Siepen in die Lüttgenau.
Politisch wird der Ort durch den Direktkandidaten des Wahlbezirks 17.2 (172) Egen im Rat der Stadt Wipperfürth vertreten.

## Geschichte
Nach 1450 wird ein gewisser „Heynemans in der Lutkennae“ in einer Liste der Wachszinspflichtigen des Kölner Apostelstifts genannt. Die Karte Topographia Ducatus Montani aus dem Jahre 1715 zeigt zwei Höfe und bezeichnet diese mit „o. Litgenau“. Ab der amtlichen topografischen Karte (Preußische Neuaufnahme) der Jahre 1894 bis 1896 wird der heute gebräuchliche Name Oberlüttgenau verwendet.

## Busverbindungen
Über die Bushaltestellen Egen und Schäferslöh der Linie 337 (VRS/OVAG) ist eine Anbindung an den öffentlichen Personennahverkehr gegeben.

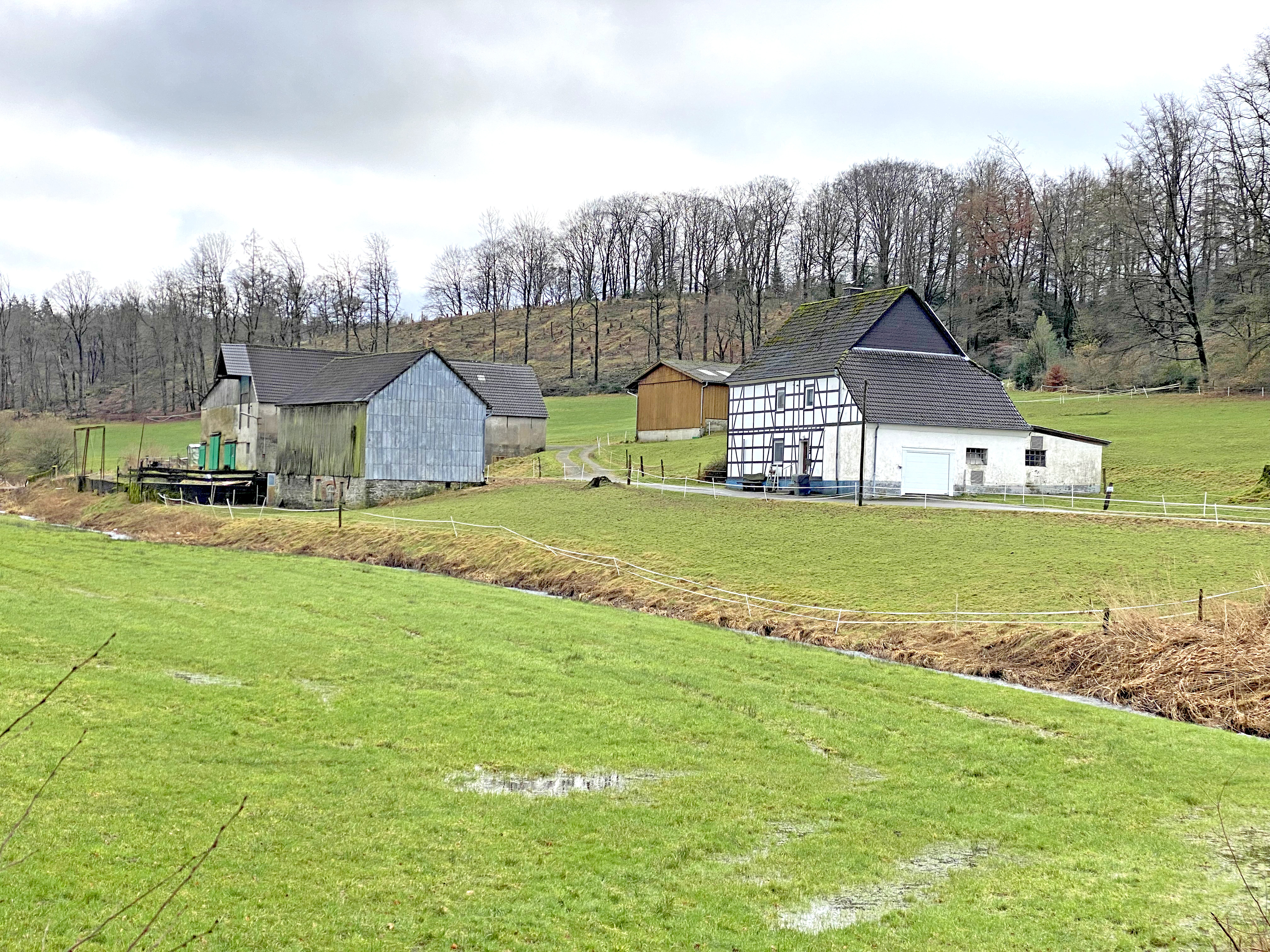
Hof Oberlüttgenau nahe am Bach Lüttgenau
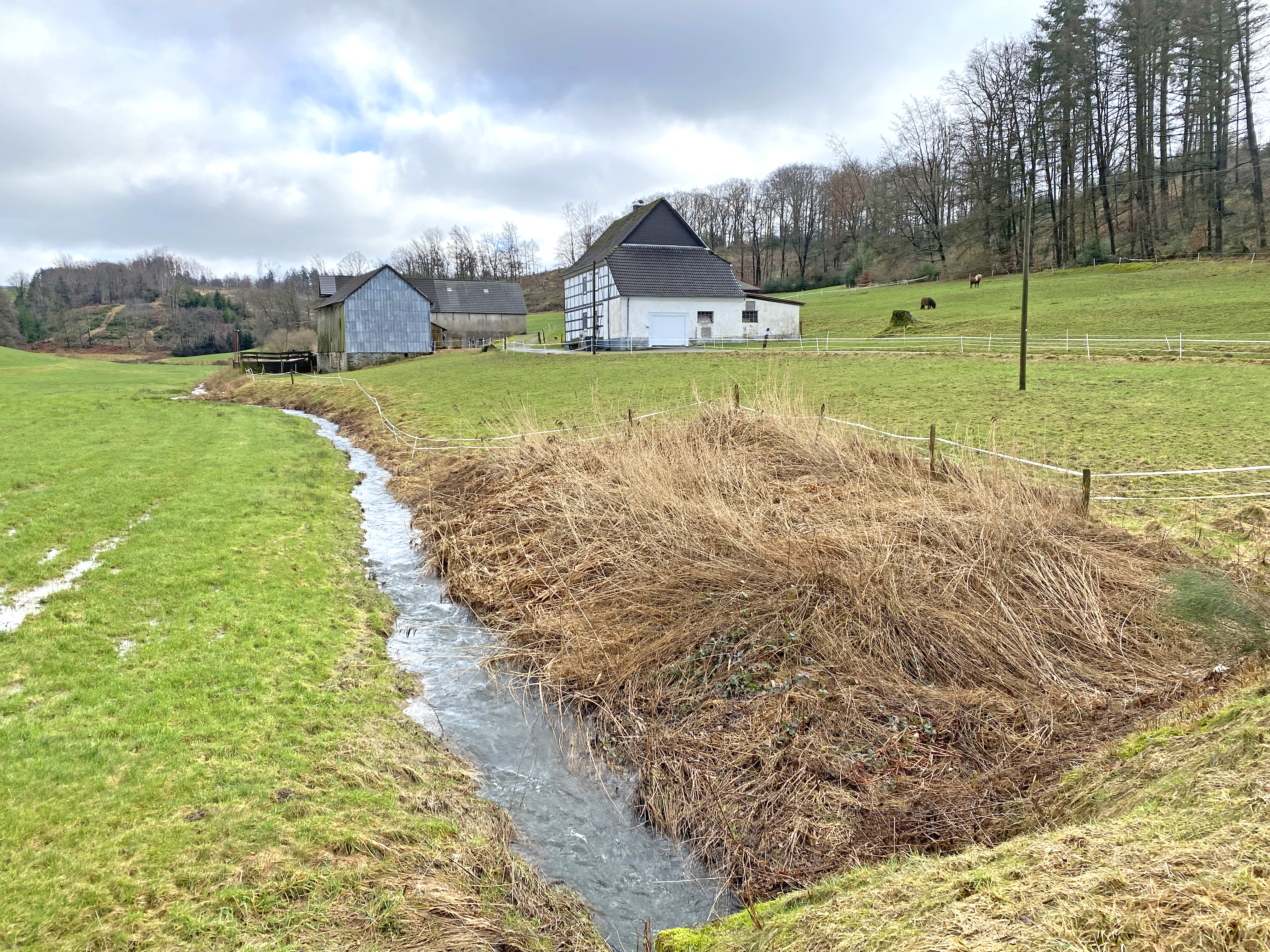
Hof Oberlüttgenau 1
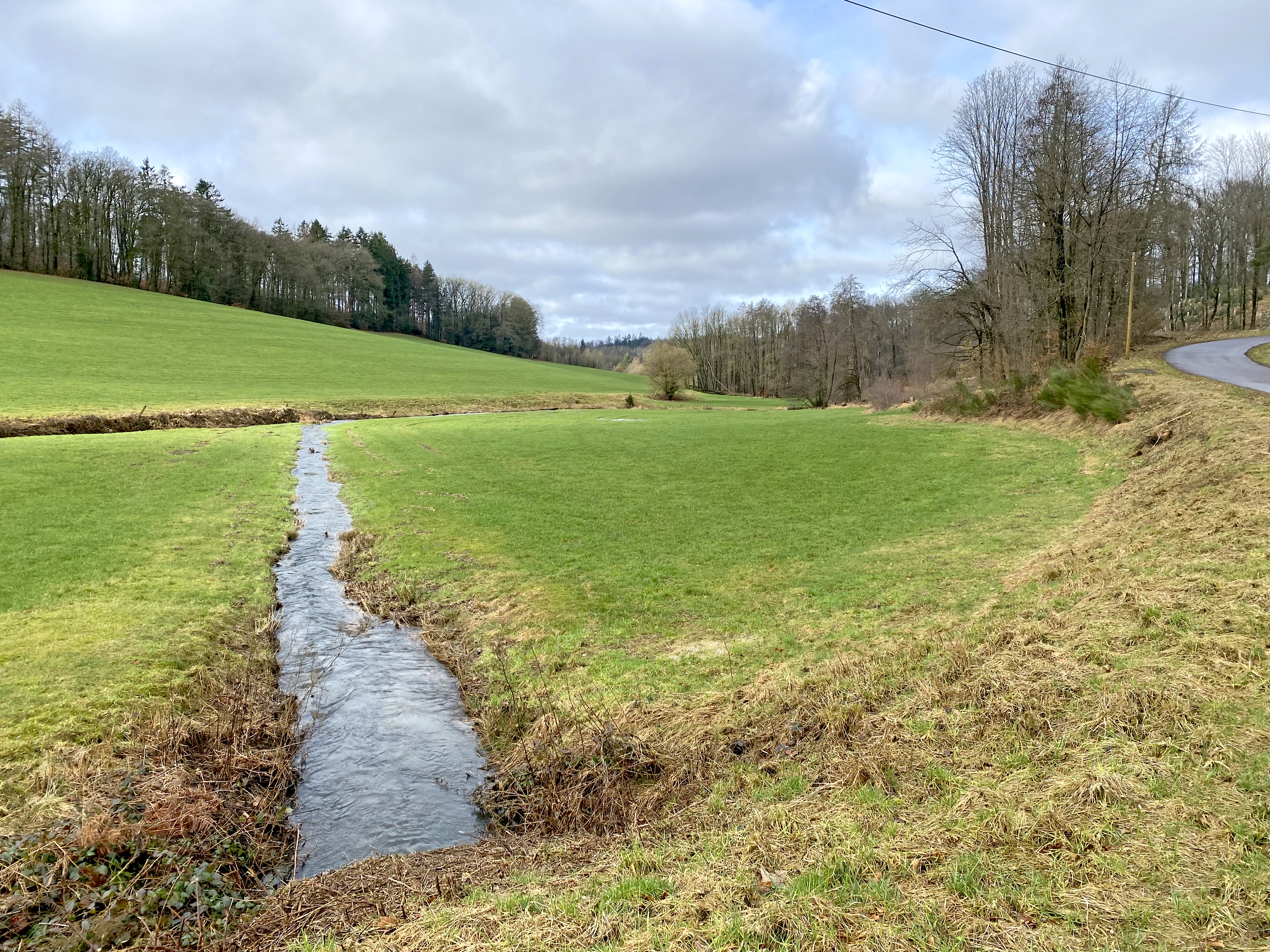
Der Schlenker Bach (von links kommend) mündet in die Lüttgenau
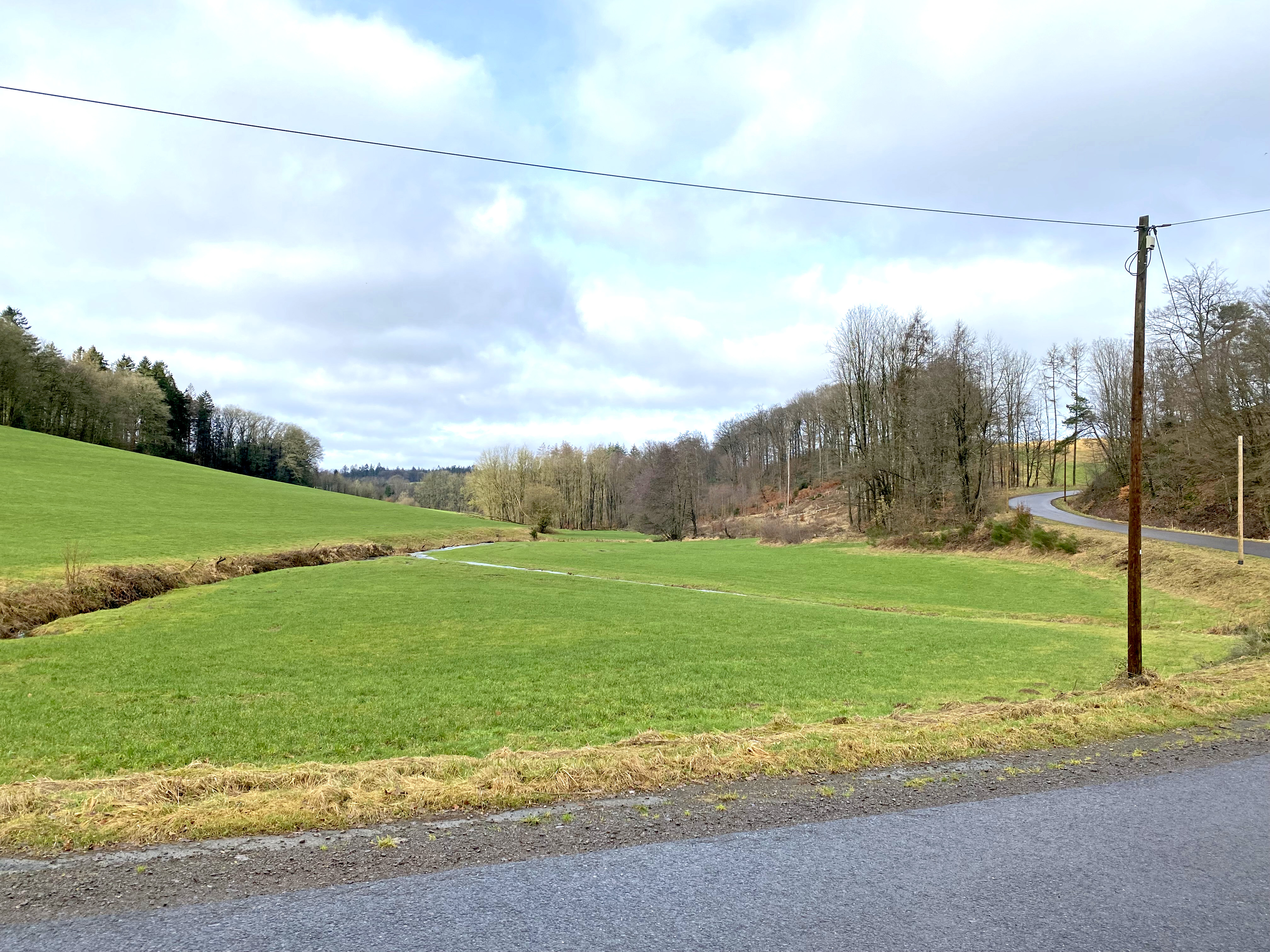
Der Schlenker Bach (von links kommend) mündet in die Lüttgenau